# Trinity Desktop Environment

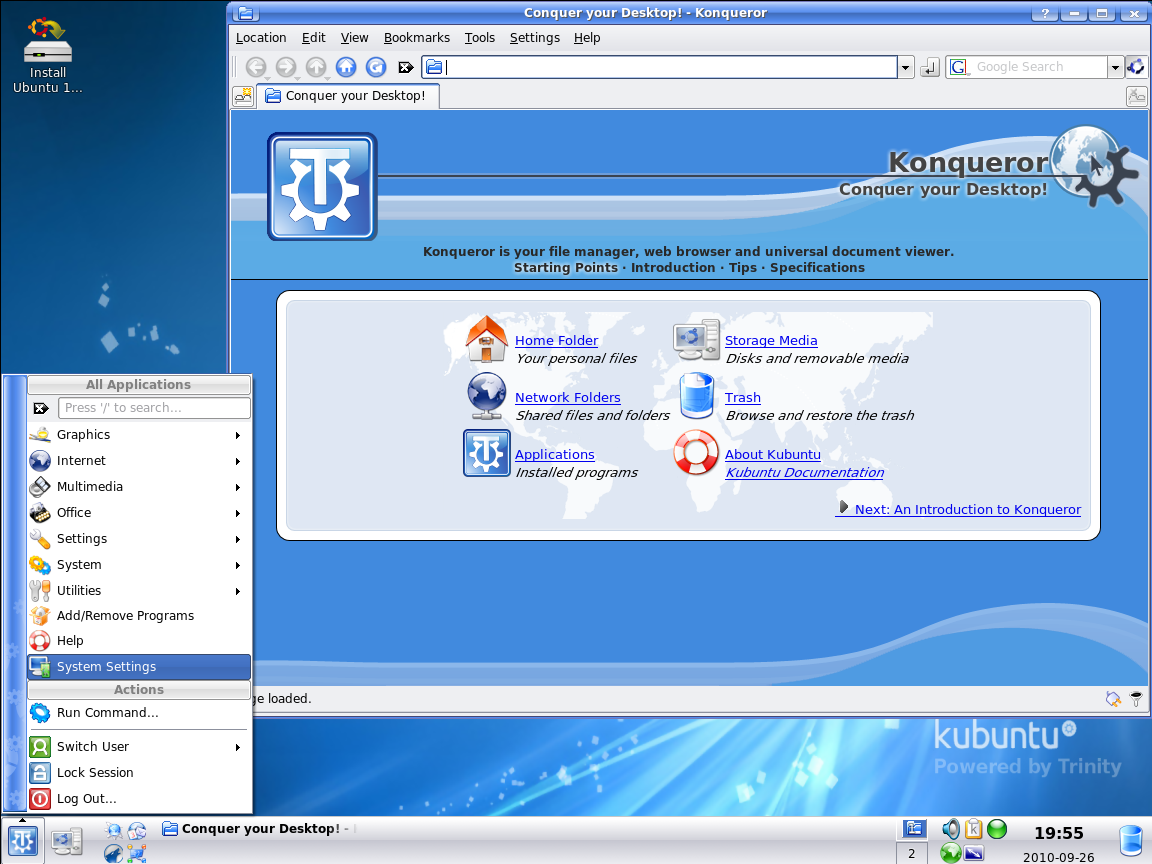
Trinity 3.5.12 per Kubuntu

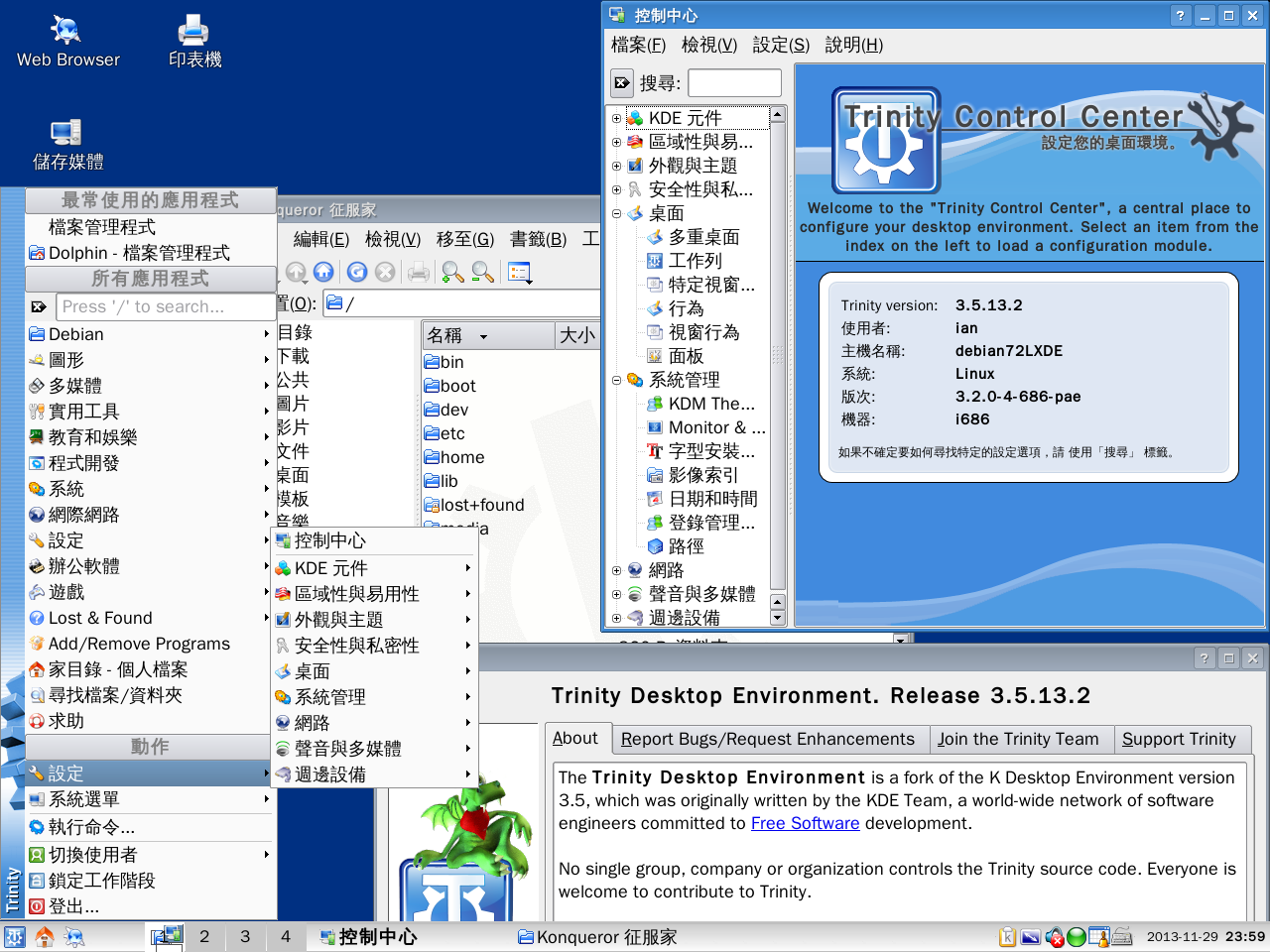
Trinity 3.5.13.2 (localizzazione in cinese tradizionale)

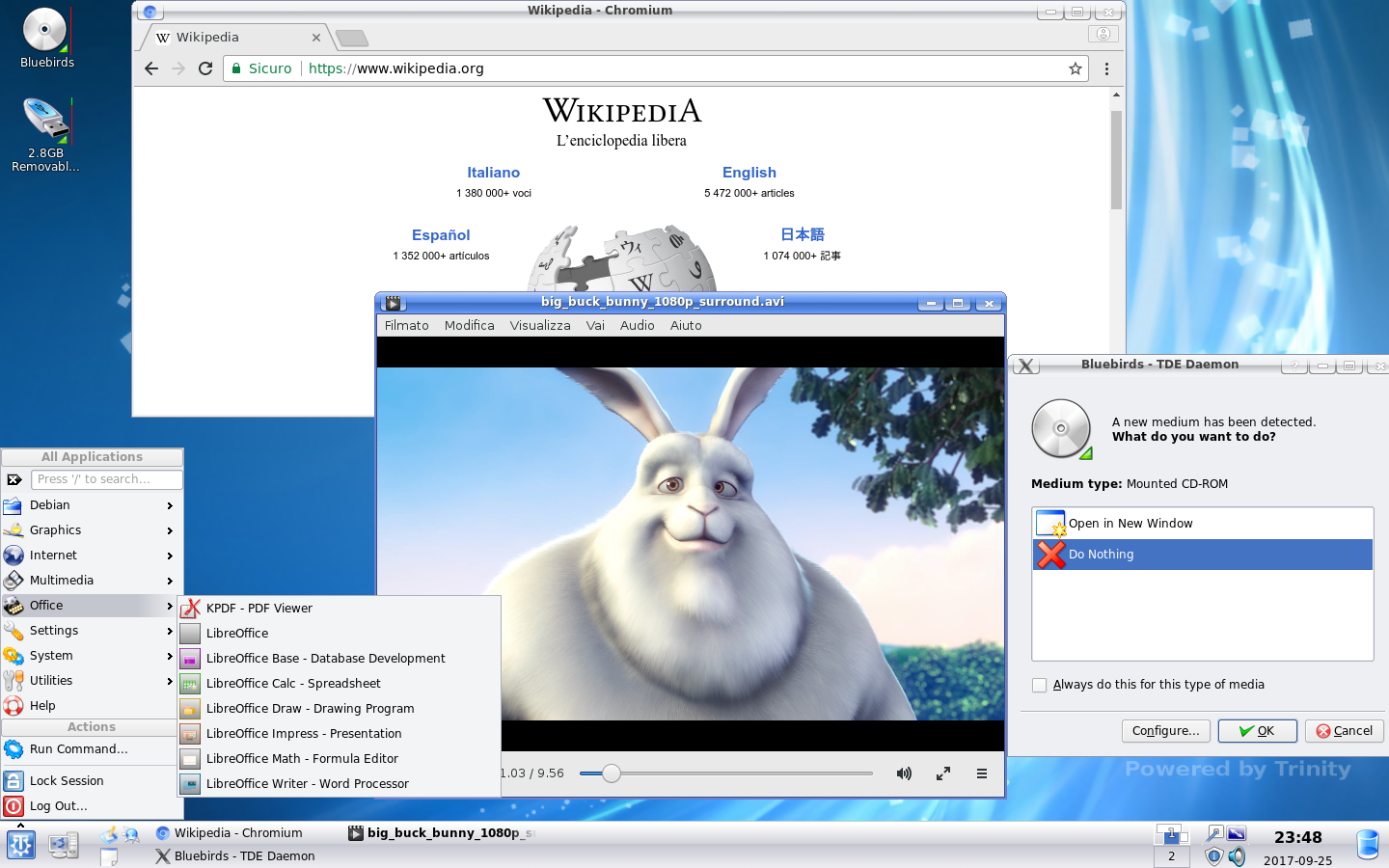
Trinity R14.0.4, versione Kubuntu

Trinity Desktop Environment (TDE) è un ambiente desktop completo  disponibile per sistemi operativi Linux e Unix-like e pensato per gli utenti che preferiscono un desktop dall'aspetto classico. Il progetto nasce quale fork di KDE 3.5 nel 2010 ad opera di Timothy Pearson.  All'epoca Pearson coordinava un remix di Kubuntu con KDE 3.5 a seguito dell'adozione di KDE Plasma 4 da parte di Kubuntu.
TDE è ora un progetto completamente indipendente e disponibile per varie distribuzioni GNU/Linux, BSD e DilOS. Il team di sviluppo è attualmente guidato da Slávek Banko.
I rilasci TDE puntano a fornire un desktop sempre più stabile e personalizzabile, correggere eventuali bug, fornire funzionalità aggiuntive e compatibilità con il nuovo hardware. Trinity è pacchettizzato per Debian, Ubuntu, Devuan, Raspberry Pi OS, Fedora, Red Hat Enterprise Linux, Mageia, OpenSUSE, Slackware e diverse altre distribuzioni e architetture. È stato adottato quale ambiente desktop predefinito da Q4OS ed Exe GNU/Linux. Dalla versione 3.5.12 (seconda versione ufficiale di TDE), utilizza un proprio fork di librerie Qt3, noto come TQt3. Questo semplifica l'installazione di TQt assieme a versioni aggiornate di Qt. Trinity mantiene proprie versioni di molte applicazioni KDE utilizzando TQt3, fornendo aggiornamenti e garantendo la compatibilità con distribuzioni e hardware recenti.

## Rilasci
Inizialmente Trinity seguiva lo schema di rilascio di K Desktop Environment 3.5 del quale è un fork. Nel 2014 con la versione R14.0 è stato introdotto un nuovo schema di rilascio sganciato da KDE per evitare confronti tra i due ambienti desktop.

### Storia
| Data             | Evento                        |
| 3.5.x            | 3.5.x                         |
| ---------------- | ----------------------------- |
| 29 aprile 2010   | 3.5.11 Maintenance release.   |
| 3 ottobre 2010   | 3.5.12 Maintenance release.   |
| 1 novembre 2011  | 3.5.13 Maintenance release.   |
| 12 ottobre 2012  | 3.5.13.1 Maintenance release. |
| 21 luglio 2013   | 3.5.13.2 SRU release          |
| 14.0.x           |                               |
| 16 dicembre 2014 | 14.0.0 release                |
| 30 agosto 2015   | 14.0.1 release                |
| 28 novembre 2015 | 14.0.2 release                |
| 28 febbraio 2016 | 14.0.3 release                |
| 7 novembre 2016  | 14.0.4 release                |
| 18 agosto 2018   | 14.0.5 release                |
| 30 marzo 2019    | 14.0.6 release                |
| 30 dicembre 2019 | 14.0.7 release                |
| 29 aprile 2020   | 14.0.8 release                |
| 1 november 2020  | 14.0.9 release                |
| 30 aprile 2021   | 14.0.10 release               |
| 31 ottobre 2021  | 14.0.11 release               |
| 1 maggio 2022    | 14.0.12 release               |
| 30 ottobre 2022  | 14.0.13 release               |
| 14.1.x           |                               |
| 30 aprile 2023   | 14.1.0 release                |
| 29 ottobre 2023  | 14.1.1 release                |
| 28 aprile 2024   | 14.1.2 release                |